# دو ساتیر

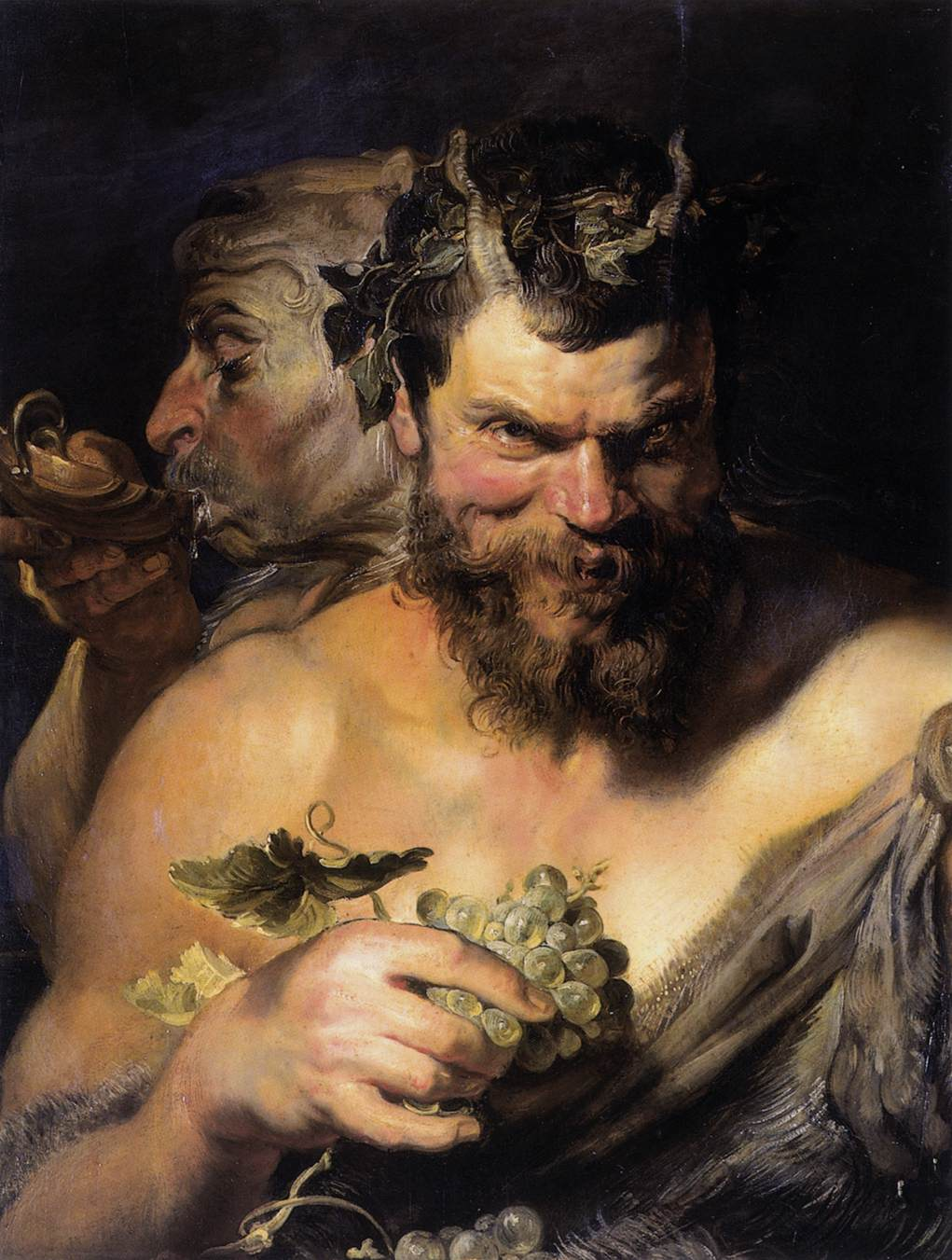

دو ساتیر(به انگلیسی: Two Satyrs) یک نقاشی رنگ روغن روی بوم اثر پیتر پل روبنس است که در سال ۱۶۱۸-۱۶۱۹ کشیده شده است. ابعاد این تابلو ۷۶ در ۶۶ سانتی‌متر است و اکنون این اثر در مونیخ قرار دارد. در این نقاشی ربنس باکوس الهه شراب و یک ساتیر را به تصویر کشیده است.